# Corey Gaines
Corey Yasuto Gaines (Los Angeles, 1º giugno 1965) è un allenatore di pallacanestro ed ex cestista statunitense, professionista nella NBA, in Italia, Turchia, Israele e Giappone.

## Carriera

### Giocatore
È stato selezionato dai Seattle SuperSonics al terzo giro del Draft NBA 1988 (65ª scelta assoluta).

### Allenatore
È stato dal 2007 al 2013 il coach delle Phoenix Mercury, nella WNBA

## Palmarès

### Giocatore
- McDonald's All-American Game (1983)
- Campione NIT (1985)
- Miglior passatore CBA (1990)

### Allenatore
- Campione WNBA (2009)